# Nottingham Trophy 1950
Il Nottingham Trophy 1950 è stata una gara di Formula 1 extra-campionato tenutasi il 7 agosto 1950 all'interno dell'aeroporto di Retford Gamston a Retford, nel Nottinghamshire, Regno Unito. La corsa è stata vinta da David Hampshire su Maserati 4CLT/48.

## Gara

### Risultato
| Pos | Nr | Pilota           | Vettura          | Giri | Tempo/Ritiro |
| --- | -- | ---------------- | ---------------- | ---- | ------------ |
| 1   | 80 | David Hampshire  | Maserati 4CLT/48 | 20   | 25'21.4      |
| 2   | 81 | Reg Parnell      | Maserati 4CLT/48 | 20   | + 5.0        |
| 3   | 29 | Geoff Richardson | RRA              | 19   | + 1 giro     |
| 4   | 28 | Gillie Tyrer     | BMW 328          | 18   | + 2 giri     |